# Fabiens
Ne doit pas être confondu avec Fabian society.
Les Fabiens sont des guerriers de la gens Fabia qui, l'an 477 av. J.-C., se chargèrent à eux seuls, avec leurs clients au nombre de 4 000, de combattre les Véiens en guerre contre Rome ; ils installèrent un camp dans la vallée de la rivière Crémère, à une dizaine de kilomètres en amont de Rome, vainquirent l'ennemi en plusieurs escarmouches et lui prirent du bétail ; mais s’étant trop enhardis de ces premiers succès, ils tombèrent dans une embuscade, et périrent cernés par les Véiens.
Un seul membre de la gens Fabia subsista, Quintus Fabius, trop jeune pour participer à l’expédition. Dix ans plus tard, ce dernier fut nommé consul (il avait donc entre 25 et 30 ans, puisqu'il entrait dans l'adolescence au moment où les Fabii furent massacrés).
Chez Denys d'Halicarnasse, plus encore que chez Tite-Live, cette affaire n'apparaît pas comme un exemple de dévouement à la patrie. Les Fabii, en faisant de la guerre contre Véies une entreprise familiale, espéraient surtout s'enrichir en capturant du bétail, ce qu'ils réussirent à faire dans un premier temps ; mais, poussés par la cupidité, ils se montrèrent imprudents et périrent dans l'embuscade tendue par les Véiens.
Il existe chez Tite-Live (VII, 15) une sorte de doublet de cet épisode. En 358 av. J.-C., l'un des consuls, un Fabius, livra bataille aux Tarquiniens d'une manière imprudente. Les Tarquiniens capturèrent 307 soldats romains et les mirent à mort de manière infamante. Ces soldats n'appartenaient pas nécessairement à la gens Fabia, mais ils périssaient par la faute d'un Fabius. Il s'agit probablement de deux variantes d'une tradition annalistique défavorable à la gens Fabia.

## Sources
- Tite-Live, Histoire romaine, Livre II, 49-50 ;
- Denys d'Halicarnasse, Antiquités romaines.